# سکوت رادیویی

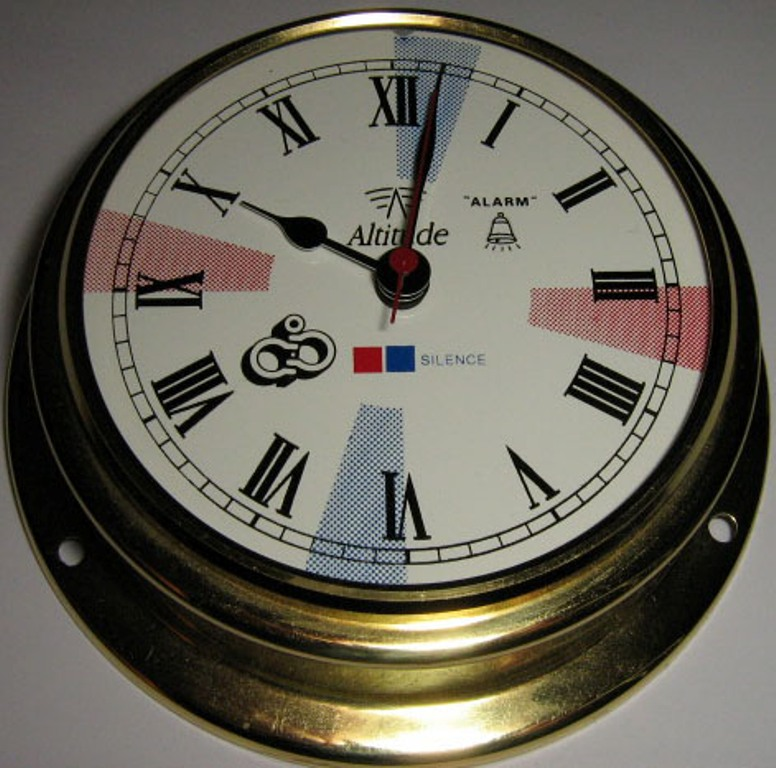
وضعیت سکوت رادیویی

در علم مخابرات، سکوت رادیویی یا کنترل انتشار (EMCON) وضعیتی است که در آن از همهٔ ایستگاه‌های رادیویی ثابت یا سیار در یک منطقه خواسته می‌شود به‌دلایل ایمنی یا امنیتی ارسال پیام‌ها را متوقف کنند.
اصطلاح «ایستگاه رادیویی» ممکن است شامل هر چیزی باشد که قادر به ارسال سیگنال رادیویی باشد. یک کشتی، هواپیما، فضاپیما یا گروهی از آن‌ها باشد.

## کاربردهای نظامی
دستور سکوت رادیویی عموماً توسط نیروهای نظامی صادر می‌شود که در آن، هر انتقال رادیویی ممکن است موقعیت سربازان را یا به‌صورت شنیداری از صدای صحبت کردن یا با جهت‌یابی رادیویی آشکار کند. سکوت رادیویی در موارد حساس، ممکن است به‌عنوان دفاعی در برابر رهگیری نیز به‌کار گرفته شود.
لغو سکوت رادیویی فقط به اختیار ستادی که در وهلهٔ اول آن را تحمیل کرده‌است، می‌تواند صادر شود. در طول دوره‌های سکوت رادیویی، یک ایستگاه ممکن است، با دلایل موجه، پیامی را مخابره کند. این عمل، با عنوان شکستن سکوت رادیویی شناخته می‌شود. پاسخ‌های لازم مجاز است، اما سکوت رادیویی پس از آن به‌طور خودکار، دوباره اعمال می‌شود.

دستور اِعمال سکوت رادیویی به شرح زیر است:
سلام به همهٔ ایستگاه‌ها، این وضعیتِ صفر است. سکوت رادیویی را برقرار کنید. تمام
سایر اقدامات متقابل نیز برای محافظت از اسرار در برابر شنود الکترونیک دشمن اعمال می‌شود.

## کاربردهای دیگر
سکوت رادیویی را می‌توان برای اهداف دیگری مانند اخترشناسی رادیویی بسیار حساس حفظ کرد. سکوت رادیویی همچنین می‌تواند برای فضاپیماهایی رخ دهد که آنتن آن‌ها به‌منظور انجام مشاهدات، به‌طور موقت از زمین دور شده‌است یا این‌که قدرت کافی برای کار با فرستندهٔ رادیویی وجود ندارد. در هنگام ورود به جو هنگامی که پلاسمای داغ، فضاپیما را احاطه کرده‌است. سیگنال‌های رادیویی مسدود می‌شوند.

## نمونه‌هایی از فرمان سکوت رادیویی
- سکوت رادیویی، به پنهان کردن حمله ژاپن به پرل هاربر در جنگ جهانی دوم کمک کرد.[۵]
- در ۲ ژوئن ۱۹۴۲، در طول جنگ جهانی دوم، یک هشدار ۹ دقیقه‌ای حمله هوایی، از جمله در ساعت ۹:۲۲ شب، دستور سکوت رادیویی برای همهٔ ایستگاه‌های رادیویی از مکزیک تا کانادا اعمال شد.[۶]